# شهرستان بای
شهرستان بای (به اویغوری: باي ناھىيىسى) و یا شهرستان بایچنگ (به چینی: 拜城县، به پین‌یین: Bàichéng Xiàn) یک شهرستاندر چین است که در ولایت آق‌سو واقع شده‌است.
در زبان چینی، «چِنگ» (城) به معنی «شهر» است. پس، «بایچنگ» به معنی «بای‌شهر» می باشد.

## جمعیت
| ترکیب قومیتی شهرستان بای | ترکیب قومیتی شهرستان بای | ترکیب قومیتی شهرستان بای | ترکیب قومیتی شهرستان بای | ترکیب قومیتی شهرستان بای |
| ------------------------ | ------------------------ | ------------------------ | ------------------------ | ------------------------ |
| قومیت                    | قومیت                    |                          | درصد                     | درصد                     |
| اویغور                   | اویغور                   |                          | ۸۸٫۴٪                    | ۸۸٫۴٪                    |
| هان                      | هان                      |                          | ۱۰٫۷٪                    | ۱۰٫۷٪                    |
| قرقیز                    | قرقیز                    |                          | ۰٫۵٪                     | ۰٫۵٪                     |
| هوئی                     | هوئی                     |                          | ۰٫۳٪                     | ۰٫۳٪                     |
| سایر                     | سایر                     |                          | ۰٫۱٪                     | ۰٫۱٪                     |
| منبع سرشماری جمعیت :     |                          |                          |                          |                          |

## تاریخچه
شهرستان بای در سال ۱۸۸۲ میلادی تحت حاکمیت دودمان چینگ تاسیس شد.
«ولایت اونسو» در سال ۱۹۰۲ میلادی، به مرکزیت اونسو تاسیس شد. شهرستان بای در این ولایت قرار گرفت.
در آوریل ۱۹۱۳ میلادی، مرکز ولایت از اونسو به آق‌سو منتقل شد و نام آن به «ولایت آق‌سو» تغییر کرد.